# Giuseppe Garibaldi (C 551)
«Джузеппе Гарібальді» (італ. Giuseppe Garibaldi (C 551)) — легкий авіаносець і колишній флагман італійських військово-морських сил  (до вступу на службу авіаносця «Кавур»). Бортовий номер: 551. Це перший італійський авіаносець, названий на честь революціонера і діяча національно-визвольного руху XIX століття Джузеппе Гарібальді.
Корабель здатен нести до 18 літальних апаратів (бойових літаків McDonnell Douglas AV-8B Harrier II, вертольотів AgustaWestland AW101 або SH-3D, обладнаний сучасною електронікою керування боєм і озброєний зенітними ракетами «Аспіде».

## Будівництво
На початку 1970-х морське відомство Італії почало розробку програми будівництва корабля, що мав замінити два однотипні крейсери-вертольотоносці «Андреа Доріа» і «Кайо Дуіліо». На відміну від вертольотоносців, майбутній корабель мав бути здатним не тільки вести протичовнову боротьбу, але і грати роль флагмана оперативного з’єднання. В результаті наприкінці 1977 року було розроблено, а на початку 1978 затверджено проект легкого авіаносця з льотною палубою на всю довжину корпуса.
Корабель було закладено 26 березня 1981. За два роки, 4 червня 1983, його було спущено на воду, а 30 вересня 1985 авіаносець почав службу в ВМС Італії. Через законодавство, що існувало на той час, італійському флоту заборонялося мати власні літаки, тому спочатку на авіаносці базувалися тільки вертольоти ASH-3D (ліцензійний варіант Sikorsky S-61). 1989 року в законодавство було внесено зміни, і на кораблі з’явилися штурмовики вертикального злету та посадки Макдоннел Дуглас AV-8B «Харійєр» II.

## Озброєння
Кількість і тип літальних апаратів, що базуються на кораблі, може змінюватися залежно від конкретного бойового завдання. Загалом авіаносець розрахований на 16 штурмовиків AV-8B «Харійєр» II або 18 вертольотів SH-3D/HH-3F і EH-101/AW-101, або комбінацію одних й інших.
Протиповітряне озброєння включає обладнання для розвідки (радари Selex Sistemi Integrati SPS-774, Selex MM/SPS-768, Raytheon AN/SPS-52C дальністю дії 150–400 км) і ведення радіоелектронної боротьби (Elettronica Nettuno SLQ-732), а також комплекси протиповітряної оборони (зокрема, зенітні ракети Aspide RIM-7).
Для пошуку підводних човнів у носовій підводній частині встановлено сонар Raytheon DE 1160 LF.
Ангар площею 1620 м² (108 x 15 x 6 м) з двома вогнестійкими перегородками розділено на три приміщення загальної місткості 12 літальних апаратів. На палубу ведуть два ліфти (18 x 10 м), кожний вантажопідйомністю до 18 т.

## Служба
«Джузеппе Гарібальді» брав участь у військових операціях проти Югославії (травень-червень 1999), Афганістану (грудень 2001 — березень 2002) і Лівії (березень 2011).